# Acacia schaffneri
El huisache chino (Vachellia schaffneri) es uno de los huisaches dominantes en las áreas altas del centro de México; son árboles pequeños o arbustos de hasta 6 m de alto, perteneciente la familia de las leguminosas.

## Descripción
Sus vainas o fruto se consumen por el ganado, una vez estos pasan por el tracto digestivo, las semillas son dispersadas y germinan, promoviendo su alta distribución, convirtiendo a la especie uno de los dominantes de su hábitat (los huizachales). Las inflorescencias amarillas, en forma de pompón atraen principalmente las abejas. La madera es usada localmente como fuente de combustible, en menor grado se usa para construir herramientas. Las hojas son forraje para el ganado. Es una planta frecuentemente confundida con otros huizaches, por ejemplo Vachellia farnesiana y V. constricta.